# 2009年世界中學生運動會中華台北代表團
2009年世界中學生運動會中華台北代表團是中華民國（台灣）以“中華台北”名義，參與在卡達杜哈舉行的2009年世界中學生運動會。本屆共參加3個項目，總計39位選手，最終獲得2金2銀3銅，總共7面獎牌。

## 獎牌統計

### 獎牌項目
| 項目     | 金牌 | 銀牌 | 銅牌 | 總數 |
| -------- | ---- | ---- | ---- | ---- |
| 田徑     | 1    | 2    | 2    | 5    |
| 競技體操 | 1    | 0    | 1    | 2    |

### 獎牌得主
| 獎牌 | 運動員 | 運動     | 項目        |
| ---- | ------ | -------- | ----------- |
| 金牌 | 黃士峰 | 田徑     | 男子標槍    |
| 金牌 | 鍾鎧輿 | 競技體操 | 男子鞍馬    |
| 銀牌 | 鄭兆村 | 田徑     | 男子標槍    |
| 銀牌 | 林靖軒 | 田徑     | 男子跳遠    |
| 銅牌 | 陳宜翔 | 競技體操 | 男子鞍馬    |
| 銅牌 | 樊盟鎮 | 田徑     | 男子100公尺 |
| 銅牌 | 王安立 | 田徑     | 女子標槍    |

## 田徑
- 男選手：樊盟鎮、李彥霖、鄭兆村、林靖軒、林家弘、紀建豪、向俊賢、袁嘉鴻、李嘉慶、黃士峰
- 女選手：王安立、柯靜婷、吳孟珈、劉俞瑤、徐湘茹、蔡佳純

## 游泳
- 男選手：林冠廷、孫于凱、縱肇霖、隋宗霖、林士傑、李炫諺、邱泓儒、賴亮薰
- 女選手：謝至琳、林欣蘭、吳慈恩、李詹瑩、謝佳寶、陶宇安

## 競技體操
- 男選手：陳宜翔、鍾鎧輿、徐秉謙、張筱峰
- 女選手：陳煜君、莊淑雲、莊琇如、蔡佳容、林岑寧